# Gräfendorf (Geiseltal)
Gräfendorf ist eine moderne Wüstung im Saalekreis in Sachsen-Anhalt. Sie wurde durch den Braunkohleabbau im Geiseltal zerstört.

## Geographische Lage
Gräfendorf lag im Geiseltal nordwestlich von Braunsbedra. Nachbarorte waren Neumark im Westen und Benndorf im Osten. Die Geisel befand sich südlich des Orts. Von Neumark wurde Gräfendorf nur durch einen Anger getrennt. Die ehemalige Ortsflur liegt heute im Süden des Geiseltalsees mittig zwischen Braunsbedraer Ufer im Süden und der Insel im Norden.

## Geschichte
Gräfendorf wurde erstmals im Hersfelder Zehntverzeichnis als zehntpflichtiger Ort „Gramannesdorpf“ urkundlich erwähnt. Die Ortsgrüngung ist somit im 8./9. Jahrhundert anzusetzen. Der Ortsname ist von einer Person namens 'Gramann' abgeleitet. In der Chronik des Klosters Goseck ist im 12. Jahrhundert der Besitz des Dorfes 'Gräfendorf' im südlichen Hassegau vermerkt. In einer aus dem Jahre 1203 stammenden Urkunde wurde ein Schloss Gräfendorf genannt. Dieses soll sich auf einer Anhöhe zwischen Benndorf und Neumark befunden haben. 
Gräfendorf gehörte bis 1815 zum wettinischen, später kursächsischen Amt Freyburg. Durch die Beschlüsse des Wiener Kongresses kam der Ort zu Preußen und wurde 1816 dem Kreis Querfurt im Regierungsbezirk Merseburg der Provinz Sachsen zugeteilt, zu dem er bis 1944 gehörte.
Um das Jahr 1900 umfasste Gräfendorf sieben Haushalte. 1927 lebten in Gräfendorf 57 Einwohner in zwölf Haushalten.
Am 1. April 1937 wurde Gräfendorf dem benachbarten Dorf Neumark zugeordnet.
Im Zuge des Braunkohleabbaus im Geiseltal wurde Gräfendorf im Jahr 1963 umgesiedelt und 1966 abgebaggert (devastiert).

## Persönlichkeiten
Im Ort lebte der Heimatforscher Walter Saal (1913–1996), dessen Vater Bürgermeister Gräfendorfs war.